# Heinz-Jürgen Blome
Heinz-Jürgen Blome (* 14. Dezember 1946; † 7. November 2012) war ein deutscher Fußballspieler. Der Defensivspieler stand mit seinem Verein VfL Bochum 1968 im Finale des DFB-Pokals.

## Laufbahn
Der aus dem VfL-Nachwuchs gekommene Verteidiger spielte von 1965 bis 1973 für den VfL Bochum. Unter Trainer Hubert Schieth kam er beim Regionalliganeuling 1965/66 zu sieben Einsätzen in der damaligen Zweitklassigkeit der Fußball-Regionalliga West. Im zweiten Jahr in der Regionalliga spielte sich die Mannschaft von der Castroper Straße bereits auf den vierten Rang und Blome hatte 17 Spiele neben dem Neuzugang Heinz Höher und dem torgefährlichen Mittelfeldspieler Gustav Eversberg bestritten. Ab der Saison 1967/68 übernahm Hermann Eppenhoff das Traineramt bei der Mannschaft von Präsident Ottokar Wüst und die Neuzugänge Erich Schiller und Hans-Jürgen Jansen verstärkten den Spielerkader, wozu aber auch aus der eigenen Jugend der Angreifer Werner Balte kam. Der robuste und zweikampfstarke Blome absolvierte 18 Ligaspiele und Bochum landete auf dem fünften Rang. Der Wettbewerb des DFB-Pokal entwickelte sich für Blome und seine Mannschaftskameraden aber zum eigentlichen Höhepunkt der Saison 1967/68. Mit Gerd Wiesemes bildete er das VfL-Verteidigerpaar und gehörte der Elf an, die in Folge die Bundesligisten Karlsruher SC (3:2), VfB Stuttgart (2:1), Borussia Mönchengladbach (2:0) und den FC Bayern München (2:1) aus dem Rennen warf und am 9. Juni 1968 in Ludwigshafen in das deutsche Pokal-Endspiel einzog. Der Defensivleistung des VfL kam dabei insbesondere bei den Erfolgen gegen die Offensivqualität der Gladbacher mit Herbert Wimmer, Herbert Laumen, Günter Netzer und Klaus Ackermann wie der Bayernakteure um Franz Beckenbauer, Franz Roth, Rainer Ohlhauser, Gerd Müller und Dieter Brenninger eine bedeutende Rolle zu. Im Finale setzte sich aber der 1. FC Köln mit 4:1 Toren durch; gegen den Offensivschwung von Carl-Heinz Rühl, Heinz Flohe, Johannes Löhr, Wolfgang Overath und Heinz Hornig konnte der Regionalligist nicht bestehen.
In seinem vierten Jahr Regionalliga, 1968/69, brachte es Blome auf 33 Einsätze und einen Torerfolg. Bochum belegte den dritten Rang. Die Verstärkung durch Spielmacher Werner Krämer und Torjäger Hans Walitza zur Runde 1969/70 brachte Blome und Kollegen die zwei Meisterschaftsgewinne 1970 und 1971 in der Regionalliga West ein. In der ersten Aufstiegsrunde zur Bundesliga, 1970, scheiterte der VfL an dem Südvertreter Kickers Offenbach. Blome hatte in fünf Aufstiegsspielen mitgewirkt. Im zweiten Anlauf, 1971, setzte sich Bochum souverän durch und schaffte den erhofften Bundesligaaufstieg. Blome hatte alle acht Spiele in der Aufstiegsrunde bestritten und insgesamt von 1965 bis 1971 für den VfL Bochum 128 Regionalligaspiele absolviert und ein Tor erzielt.
In der Bundesliga rückte er in die zweite Reihe. In zwei Jahren, 1971/72 und 1972/73, absolvierte er 16 Bundesligaspiele. Insgesamt bestritt er für den VfL 144 Spiele mit einem Tor. Im Sommer 1973 beendete er seine Laufbahn bei seinem Heimatverein und ging in das Amateurlager zurück. Von 1973 bis 1974 spielte er beim VfL Witten.